# ماهيكينغ
ماهيكينغ (أو مافكنج) هي مدينة تقع في شمال جنوب أفريقيا، تبعد عن حدود جمهورية بوتسوانا حوالي عشرين كيلومترا تقريبا ولا تبعد كثيرا عن صن سيتي.
تقع ماهيكينغ على بعد 1400 كم (870 ميل) شمال شرق كيب تاون، و 260 كم (160 ميل) غرب جوهانسبرغ.
وفي عام 2001 كان عدد سكانها 49300 نسمة. بينما بلغ عدد سكانها في عام 2007 حوالي 250.000 نسمة، ومن بينهم مايتراوح بين 69.000 و 75.000 نسمة يعيشون في منطقة الأعمال المركزية التي تقع على الوادي المفتوح على ارتفاع 1500 م (4921 قدمًا)، على ضفاف نهر مولوبو الأعلى.
وتقع حقول الذهب في ماديبي على بعد حوالي 15 كم (9.3 ميل) جنوب المدينة.

## التاريخ
كانت مافكنج قرية بجنوب افريقيا والتي حوصر فيها بادن باول فاستعان بالشباب للقيام بالأعمال العسكرية كالحراسة والطهي ونقل الرسائل، وتمكن من فك الحصار بعد 7 شهور ثم قام بإنشاء فرق كشفية لعمر الكشاف وأقام مخيم تجريبي عام 1907 في إنجلترا خلال الأيام التسعة الأولي من شهر أغسطس في جزيرة براونسي وشارك فيه 20 من الفتيان، وبعد نجاح الفكرة قام بتوسيع الفئة العمرية فضم الأشبال. كتب بادن باول مبادئ الكشَّافة في كشَّافة للأولاد (لندن، 1908)، مستندة على كُتُبِه العسكرية السابقة، بتأثيرِ ودعمِ فريدريك روسل بيرنهام (رئيس الكشّافين في أفريقيا البريطانية).

## الاسم
اسم ماهيكينغ يعني «مكان الصخور» في لغة سيتسوانا الكلاسيكية لشعب المقاطعة الشمالية الغربية بجنوب إفريقيا والبلد المحيط ببوتسوانا.
ومع ذلك، تُعرف المدينة عمومًا باسم مافكنج Mafikeng، باللغة العامية لشعب باتسوانا في ماباثو.
تاريخياً، كانت تُعرف أيضًا باسم مافكنج Mafeking، ولا يزال يشار إليها على هذا النحو تاريخيًا في سياق حصار مافكنج وإغاثة مافكنج خلال حرب البوير.
في فبراير 2010، وافق لولو شينغوانا، وزير الفنون والثقافة، على تغيير اسم المدينة مرة أخرى إلى ماهيكينغ.  على الرغم من ذلك، لا تزال الحكومة المحلية التي يديرها حزب المؤتمر الوطني الأفريقي ومعظم السكان المحليين يشيرون إلى البلدة باسم مافيكينج بشكل رسمي وغير رسمي.

## المرافق الرئيسية
- جامعة الشمال الغربي
- محطة سكة حديد مافيكينج
- ملعب ماباثو
- مطار مافيكينج
- محمية مافيكينج للألعاب (4800 هكتار)
- محمية بوتسالانو للألعاب (5800 هكتار)
- محمية عين مولمان الطبيعية
- نتاندو كيلو
- مركز مؤتمرات ماباثو
- سد لوتلامورنج
- متحف مافيكينج
- منتجع كوكس ليك
- مركز الكشافة، منتجع كوكيز ليك
- فندق ومنتجع ماباثو بالمز

## المناخ
يظهر الجدول التالي التغييرات المناخية على مدار السنة لمافكينج:
| البيانات المناخية لـمافكينج           | البيانات المناخية لـمافكينج | البيانات المناخية لـمافكينج | البيانات المناخية لـمافكينج | البيانات المناخية لـمافكينج | البيانات المناخية لـمافكينج | البيانات المناخية لـمافكينج | البيانات المناخية لـمافكينج | البيانات المناخية لـمافكينج | البيانات المناخية لـمافكينج | البيانات المناخية لـمافكينج | البيانات المناخية لـمافكينج | البيانات المناخية لـمافكينج | البيانات المناخية لـمافكينج |
| الشهر                                 | يناير                       | فبراير                      | مارس                        | أبريل                       | مايو                        | يونيو                       | يوليو                       | أغسطس                       | سبتمبر                      | أكتوبر                      | نوفمبر                      | ديسمبر                      | المعدل السنوي               |
| ------------------------------------- | --------------------------- | --------------------------- | --------------------------- | --------------------------- | --------------------------- | --------------------------- | --------------------------- | --------------------------- | --------------------------- | --------------------------- | --------------------------- | --------------------------- | --------------------------- |
| الدرجة القصوى °م (°ف)                 | 40 (104)                    | 39 (102)                    | 38 (100)                    | 34 (93)                     | 31 (88)                     | 27 (81)                     | 28 (82)                     | 32 (90)                     | 36 (97)                     | 38 (100)                    | 38 (100)                    | 40 (104)                    | 40 (104)                    |
| متوسط درجة الحرارة الكبرى °م (°ف)     | 31 (88)                     | 30 (86)                     | 29 (84)                     | 25 (77)                     | 23 (73)                     | 20 (68)                     | 20 (68)                     | 23 (73)                     | 27 (81)                     | 29 (84)                     | 30 (86)                     | 31 (88)                     | 27 (81)                     |
| متوسط درجة الحرارة الصغرى °م (°ف)     | 18 (64)                     | 17 (63)                     | 15 (59)                     | 12 (54)                     | 7 (45)                      | 4 (39)                      | 4 (39)                      | 6 (43)                      | 11 (52)                     | 14 (57)                     | 16 (61)                     | 17 (63)                     | 12 (54)                     |
| أدنى درجة حرارة °م (°ف)               | 8 (46)                      | 7 (45)                      | 4 (39)                      | 3 (37)                      | −3 (27)                     | −6 (21)                     | −6 (21)                     | −4 (25)                     | −2 (28)                     | 0 (32)                      | 7 (45)                      | 1 (34)                      | −6 (21)                     |
| الهطول مم (إنش)                       | 117 (4.6)                   | 83 (3.3)                    | 74 (2.9)                    | 57 (2.2)                    | 14 (0.6)                    | 5 (0.2)                     | 3 (0.1)                     | 5 (0.2)                     | 13 (0.5)                    | 37 (1.5)                    | 64 (2.5)                    | 67 (2.6)                    | 539 (21.2)                  |
| متوسط أيام هطول الأمطار               | 13                          | 10                          | 10                          | 7                           | 3                           | 1                           | 1                           | 1                           | 2                           | 6                           | 9                           | 9                           | 72                          |
| المصدر: South African Weather Service |                             |                             |                             |                             |                             |                             |                             |                             |                             |                             |                             |                             |                             |

## أعلام
- باري رو
- ماريوس غابرييل
- ستيفن موكوكا
- بريسلي تشوينيج